# سن-پولیکارپ، کبک
سن-پولیکارپ (به فرانسوی: Saint-Polycarpe) شهری در منطقه شهری وودروی-سولانژ ناحیه مونترژی در استان کبک کانادا است. در سرشماری سال ۲۰۱۱ این شهر ۱٬۷۳۷ نفر جمعیت داشته‌است و مساحت آن ۷۰٫۸ کیلومتر مربع است.